# アカメ属

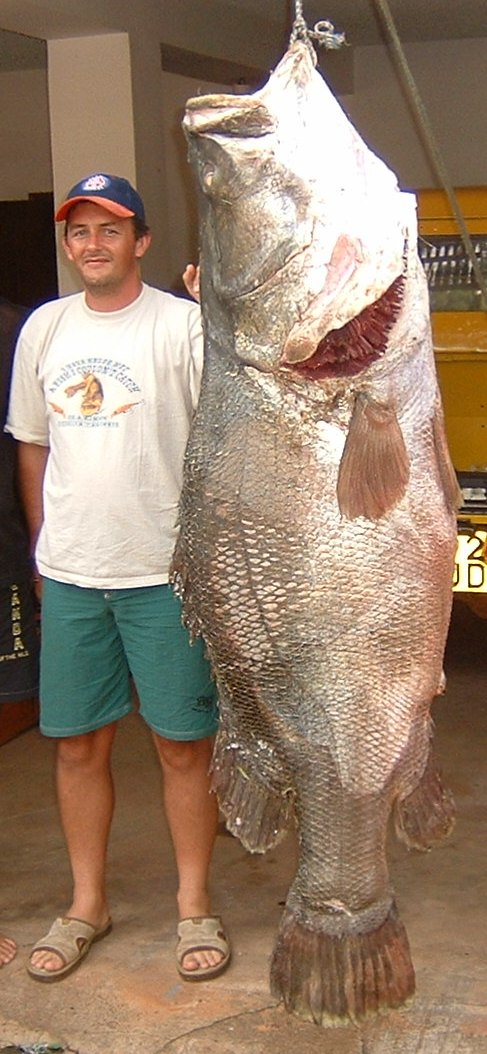
巨大なナイルパーチと人

アカメ属（アカメぞく、学名：Lates）は、アカメ科の属の一つ。世界の熱帯域の川、塩湖、河口などの汽水域に分布する沿岸性の大型肉食魚で、釣りや食用の対象として重要な魚である。

## 種
2013年現在11種が属する。大きく2つのグループに分かれ、それぞれインド太平洋とアフリカ淡水域に分布する。
- インド太平洋
  - Japanese lates, Lates japonicus Katayama & Taki, 1984 アカメ - 西日本太平洋岸の固有種（静岡県-種子島・屋久島）・環境省レッドリストEN（絶滅危惧IB類）
  - Barramundi, Lates calcarifer (Bloch, 1790) バラマンディ - 東インド洋・西太平洋熱帯域
  - Lates lakdiva Pethiyagoda & A. C. Gill, 2012
  - Lates uwisara Pethiyagoda & A. C. Gill, 2012
- アフリカ淡水域
  - Rudolf lates, Lates longispinis Worthington, 1932 - トゥルカナ湖の固有種・IUCNレッドリストDD（情報不足）
  - Albert lates, Lates macrophthalmus Worthington, 1929 - アルバート湖の固有種・IUCNレッドリストEN
  - Nile perch, Lates niloticus (Linnaeus, 1758) ナイルパーチ - アフリカ熱帯域・各地に移入されている
  - 以下4種はタンガニーカ湖固有種であり、単系統群を構成する[2]。
    - Bigeye lates, Lates mariae Steindachner, 1909 - IUCNレッドリストVU（危急）
    - Forktail lates, Lates microlepis Boulenger, 1898 - IUCNレッドリストEN
    - Sleek lates, Lates stappersii (Boulenger, 1914) - IUCNレッドリストLC（軽度懸念）
    - Tanganyika lates, Lates angustifrons Boulenger, 1906 - IUCNレッドリストEN（絶滅危機）